# Garovaglia elegans
Garovaglia elegans là một loài Rêu trong họ Pterobryaceae. Loài này được (Dozy & Molk.) Hampe ex Bosch & Sande Lac. miêu tả khoa học đầu tiên năm 1863.